# Zimányi Zsófia
Zimányi Zsófia (névvariáns: Kolosi Tamásné; 1945 –) magyar impresszárió, színigazgató, kulturális menedzser.

## Életpályája
1945-ben született. Szülei Zimányi József (született Zerkovitz) jogtanácsos és Kauczil Otília az Operaház művészeti titkára volt. Nagyapja Zerkovitz Béla zeneszerző. Magyar-német szakon diplomázott. Első munkahelye az Interkoncert volt. 1989-ben egyik alapítója a Pentaton Művészügynökségnek, melynek azóta is ügyvezető igazgatója. 1996-tól 15 éven át a Budapesti Fesztiválközpont vezetője volt. 2009-2012 között a Thália Színház igazgatója volt. 2012-ben létrehozta a Rózsavölgyi Szalont, melynek azóta vezetője.

### Magánélete
Férje Kolosi Tamás szociológus. Gyermekeik: Kolosi Péter az RTL Klub programigazgatója és Kolosi Beáta a Líra könyvkereskedelmi vállalat vezérigazgatója.

## Díjai és kitüntetései
- Gundel Művészeti Díj (2003)
- Budapestért Díj (2004)
- Magyar Köztársasági Érdemrend lovagkeresztje (2004, polgári tagozat)
- Pro Urbe Budapest-díj (2020)[12]